# Lidia Kosk
Lidia Aniela Kosk z domu Zarzycka (ur. 16 listopada 1927 w Skrobowie) – polska poetka, działaczka literacka, pedagog. Autorka 12 zbiorów poezji i opowiadań, tłumaczona na 10 języków. Pomysłodawczyni i kierująca Autorskim Teatrem Poetyckim (ATP).

## Życiorys
Lidia Kosk urodziła się w 1927 roku na Lubelszczyźnie. Naukę przerwał jej wybuch wojny. Jako nastolatka dwukrotnie zgarnięta przez niemieckiego okupanta w łapankach. Przeżyła obóz przejściowy, innym razem uratowała się ucieczką z transportu. Maturę zrobiła w 1948 roku. Powojenne studia prawnicze na Katolickim Uniwersytecie Lubelskim przerwał okres stalinowski. Dyplom magisterski uzyskała w 1967 roku na Wydziale Prawa Uniwersytetu Warszawskiego. Wieloletni pracownik Głównego Urzędu Statystycznego w Warszawie, specjalistka w dziedzinie prawa administracyjnego.
Poezję i opowiadania tworzy od dzieciństwa, drukowane od 1960 roku. Od 1989 roku publikuje regularnie. Jej książki ilustrowali m.in. Bohdan Butenko i prof. Tadeusz M. Nowak. Od wielu lat współpracuje z poetką i tłumaczką Danutą E. Kosk-Kosicką. Praca ta zaowocowała m.in. dwoma dwujęzycznymi, angielsko-polskimi, tomami wierszy i opowiadań. Publikowana w Polsce m.in. w „Akancie”, „Nestorze”, „Więzi” i publikacjach Związku Literatów Polskich. W USA ukazało się ponad 70 publikacji, m.in. w „International Poetry Review", „Lalitamba” i „Notre Dame Review”. Jej wiersze transmitowano na antenach Polskiego Radia i amerykańskiego National Public Radio. 
Amerykański kompozytor Philip Olsen skomponował cykl utworów chóralnych do angielskich wersji jej wierszy. Premierowe wykonania pierwszych utworów odbyły się w USA, Peru i Portugalii. Pieśń na podstawie jej wiersza „Szklana góra" skomponował Sal Ferrantelli, premiera odbyła się w dn. 5 maja 2019 r. w Waszyngtonie.
Współpracowała autorsko z Henrykiem P. Koskiem nad dwutomowym słownikiem historycznym pt. Generalicja Polska (1998-2001). Słownik zawiera blisko 4000 haseł biograficznych, poczynając od 1776 roku. W momencie wydania najpełniejsze kompendium wiedzy na temat generałów polskich i polskiego pochodzenia w obcych wojskach.
Wieloletnia działaczka na rzecz krzewienia polskiej literatury. Członek założyciel Stowarzyszenia Promocji Polskiej Twórczości (od 2005 roku). Od wielu lat prowadzi warsztaty literackie dla seniorów, jak również dla dzieci i młodzieży. W 2009 roku założyła wraz z grupą poetycką powstałą przy warsztatach literackich Autorski Teatr Poetycki, który wystąpił m.in. w Muzeum Władysława Broniewskiego. 

## Rodzina
Córka Antoniego i Antoniny z Dybałów. Wdowa po Henryku Piotrze Kosku, z którym ma dwie córki: Danutę i Grażynę.

## Publikacje
- Lidia Kosk, Konie bez skrzydeł. Ludowa Spółdzielnia Wydawnicza, 2021. 140 s. ISBN 978-83-205-5775-6.
- Lidia Kosk, Meadows of Memory: Poems and Prose by Lidia Kosk. Wybór i tłumaczenie Danuta E. Kosk-Kosicka. Baltimore, USA: Apprentice House Press, 2019. 70 s.  ISBN 978-1-62720-233-6.      Ebook: ISBN 978-1-62720-234-3.
- Lidia Kosk, Szklana góra, Glass Mountain. Wstęp, wybór i opracowanie Danuta E. Kosk-Kosicka. Wydanie drugie, uzupełnione, z kodami QR. Warszawa: Wydawnictwo Komograf, 2019. 67 s. ISBN 978-83-66118-19-5.
- Lidia Kosk, Szklana góra, Glass Mountain. Wstęp, wybór i opracowanie Danuta E. Kosk-Kosicka. Warszawa: Wydawnictwo Komograf, 2017. 67 s. ISBN 978-83-64739-82-8.
- Lidia Kosk, Słodka woda, słona woda - japońskie wydanie, Amai mizu, karai mizu. Tłumaczenie i opracowanie Hiroko Tsuji i Izumi Nakamura. Tokio, Japonia: Kokubunsha Ltd., 2016. 118 s. ISBN 978-47720-0988-1.
- Lidia Kosk i in., Opowiadania dębu, opowiadania ludzi. Warszawa: Wydawnictwo In blanco, 2013. 56 s. ISBN 978-83-936022-4-7.
- Lidia Kosk, Słodka woda, słona woda / Sweet Water, Salt Water. Przekł. i red. Danuta E. Kosk-Kosicka; przekł. prozy: Piotr Kosicki, Jan Wiśniewski, Wojciech Wiśniewski. Fotografie: Lidia Kosk. Łódź: Wydawnictwo Astra, 2009. 129 s. ISBN 978-83-89727-59-6. (Zgłoszona do nagrody Griffin Poetry Prize)
- Lidia Kosk, Jak rzeki do morza. Warszawa: Zakład Wydawnictw Statystycznych, 2009. 74 s. ISBN 978-83-922966-2-1.
- Lidia Kosk i in., Jak drzewo być owocne. Warszawa: Urząd Dzielnicy Mokotów, 2009. 82 s.
- Lidia Kosk, Niedosyt/Reshapings. Wybór i przekł. Danuta E. Kosk-Kosicka. Warszawa: Oficyna Literatów i Dziennikarzy POD WIATR, 2003. 101 s. ISBN 83-87990-79-5.
- Lidia Kosk, Wyspa na zielonym morzu. Warszawa: „Stodoła”, 1998. 59 s. ISBN 83-86824-00-X.
- Lidia Kosk, Liście na wiatr. Ilustracje: Bohdan Butenko. Warszawa: Warszawski Klub Młodej Sztuki, 1996. 54 s. ISBN 83-85665-28-5.
- Lidia Kosk, Z drzewem poszumieć, z ptakiem polecieć. Warszawa: Warszawski Klub Młodej Sztuki, 1994. 55 s. ISBN 83-85665-10-2.
- Lidia Kosk, Na spotkanie z życiem. Warszawa: Warszawski Klub Młodej Sztuki, 1992. 37 s.
- Henryk Piotr Kosk, Generalicja polska: popularny słownik biograficzny, współpraca autorska Lidia Kosk, Tom I: A-Ł, Pruszków: Oficyna Wydawnicza „Ajaks”, 1998. 305 s. ISBN 83-87103-55-1.
- Henryk Piotr Kosk,Generalicja polska: popularny słownik biograficzny, współpraca autorska Lidia Kosk, Tom II: M-Ż, Pruszków: Oficyna Wydawnicza „Ajaks”, 2001. 303 s. ISBN 83-87103-81-0.